# Peter Joseph Blum

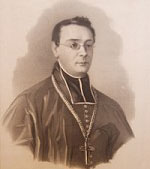
Peter Joseph Blum, 1808–1884, Bischof von Limburg (1842–1884)

Peter Joseph Blum (* 18. April 1808 in Geisenheim; † 30. Dezember 1884 in Limburg an der Lahn) war ein deutscher Priester und von 1842 bis 1884, damit auch in der Zeit des nassauischen und danach preußischen Kulturkampfs, römisch-katholischer Bischof der Diözese Limburg.

## Leben

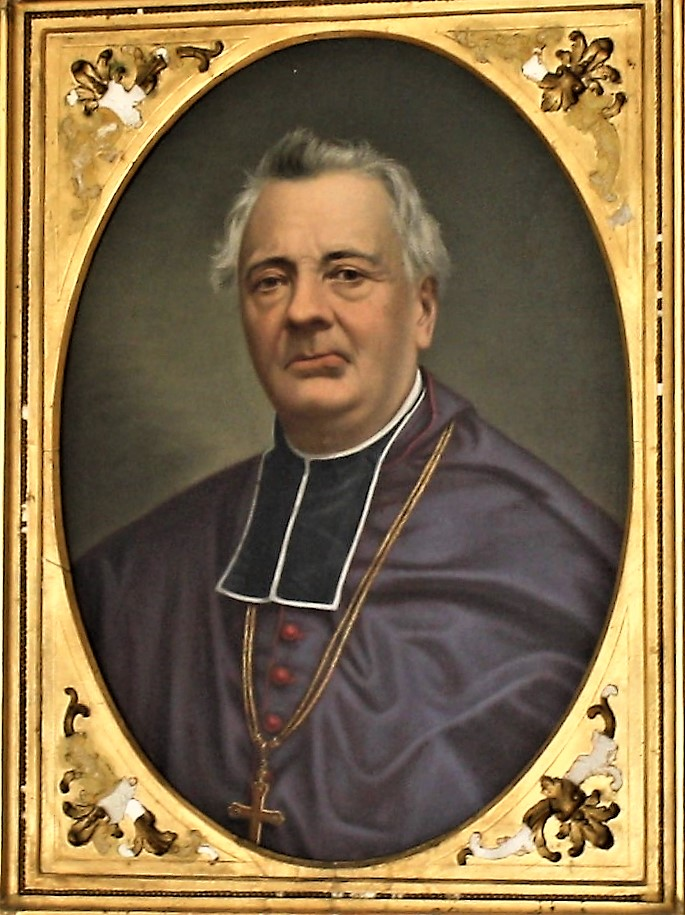
Bischof Blum, Altersbild

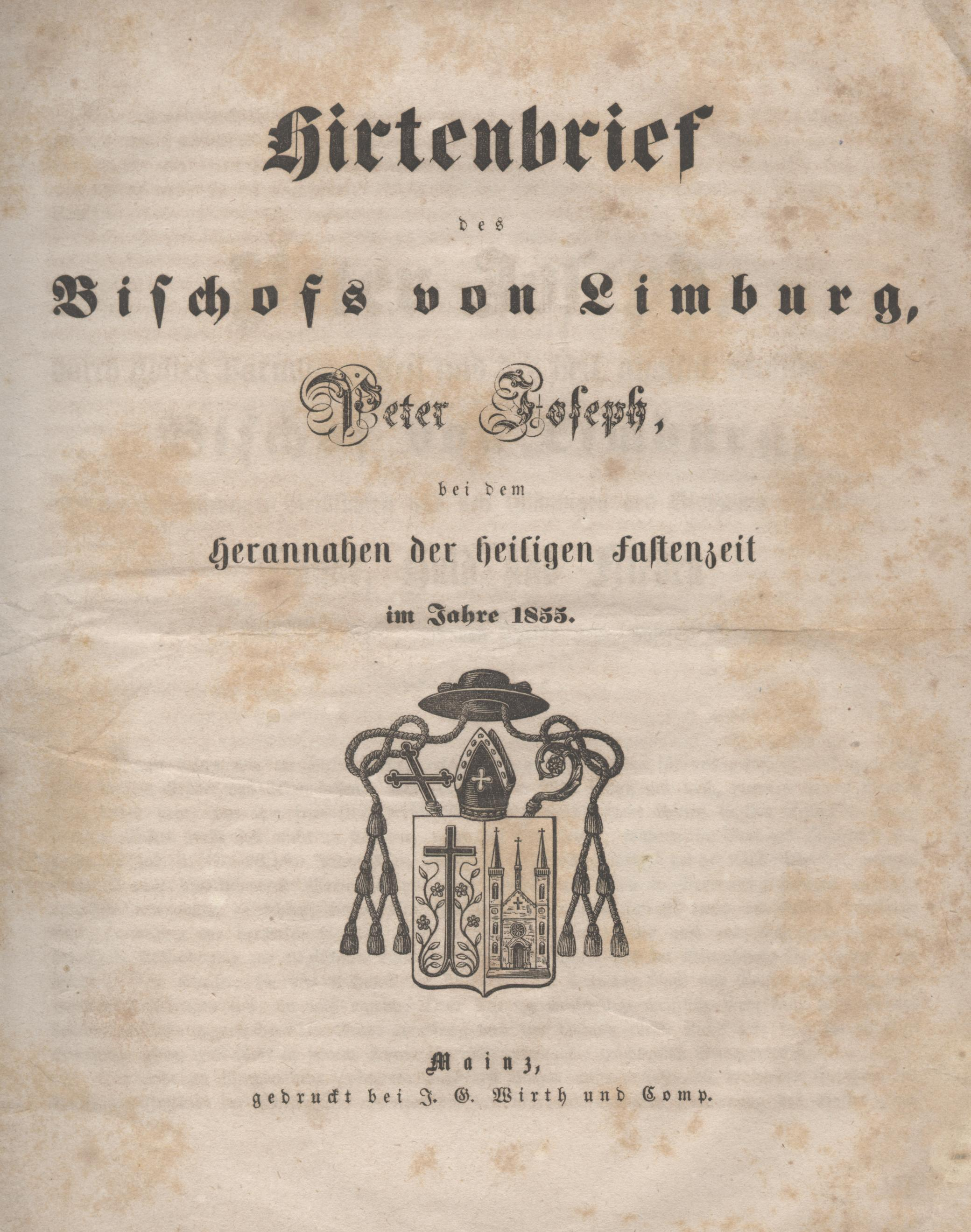
Bischof Peter Joseph Blum, Fastenhirtenbrief 1855, mit Wappen.

Blum wurde als Sohn eines Schusters in Geisenheim geboren und empfing am 28. März 1832 nach seinem in Bonn und Würzburg absolvierten Studium die Priesterweihe. Er wurde Domkaplan und lehrte später am Limburger Priesterseminar. Nach kurzer Tätigkeit als Pfarrer in Oberbrechen wurde er 1842 von Papst Gregor XVI. zum Bischof von Limburg ernannt. Er wurde am 20. Januar gewählt und empfing am 2. Oktober durch Johann Leonhard Pfaff, Bischof von Fulda, die Bischofsweihe; Mitkonsekratoren waren Peter Leopold Kaiser, Bischof von Mainz, und Georg Anton von Stahl, Bischof von Würzburg.
Ein besonderes Augenmerk seiner langen Amtszeit als Bischof galt der Verbesserung der medizinischen Versorgung der Bevölkerung. Dies war eine deutliche Interessenidentität mit dem Herzogtum Nassau und seinem vorbildlichen Gesundheitssystem. Blum förderte die Gründung, Ansiedlung und Verbreitung von krankenpflegenden Gemeinschaften, für die exemplarisch die Armen Dienstmägde Jesu Christi (ADJC; „Dernbacher Schwestern“) stehen. Sie entwickelten sich so zu der maßgeblichen Kongregation des jungen Bistums. Den Bildungsimpetus Blums und des Jahrhunderts aufnehmend, fand so frühzeitig eine ärztlich geleitete, krankenpflegende Ausbildung (auch bettenferner, d. h. theoretischer Unterricht) statt, anstelle der gängigen Krankenwartung. Außerdem durchliefen alle Schwestern eine „Grundausbildung“ und entsprechend der Verwendung, eine Aus- und Weiterbildung bis hin zur Lehrerinnenausbildung. Blums Wirken und seine Verbundenheit mit der Stifterin der Gemeinschaft Maria Katharina Kasper ließen so eine Gemeinschaft mit Modellcharakter entstehen. Deren Wirken stand auf der Höhe der Zeit, welches sich in der rapiden Ausbreitung der Gemeinschaft – auch gegen Mitbewerber – dokumentierte. Blum förderte ihre Ausbreitung in anderen Diözesen, ins Ausland und sogar bis in die USA. Auf dem Hintergrund des sich entwickelnden Dissens zwischen den Religionen sowie dem Staat, in die Blum stark involviert war, kannte die Pflege- und Unterrichtstätigkeit seiner besonders geförderten Gemeinschaft keine Religionsschranken. So förderte Blum die Ansiedlung einer, lt. Türschild, katholischen Mädchenschule der ADJC in Montabaur, deren Elevinnen katholisch, protestantisch und jüdisch waren, und auch in eine Lehrerinnenausbildungsanstalt mündete. Ein tatkräftiger Mitarbeiter des Bischofs bei der Entwicklung des Schwesternordens war (zeitweise) der spätere Limburger Domkapitular und Frankfurter Stadtpfarrer Ernst Franz August Münzenberger (1833–1890), welcher durchaus auch eigene Schwerpunkte setzte.
Kraft Amtes war Peter Joseph Blum seit November 1851 Mitglied der ersten Kammer der Landstände des Herzogtums Nassau. Er nahm aber nicht an den Parlamentssitzungen teil, sondern ließ sich vertreten. Seine Vertreter waren: Philipp Schütz (1852); Johann Baptist Diehl (1854 und 1865–1866) sowie Wilhelm Jost (1862–1863).

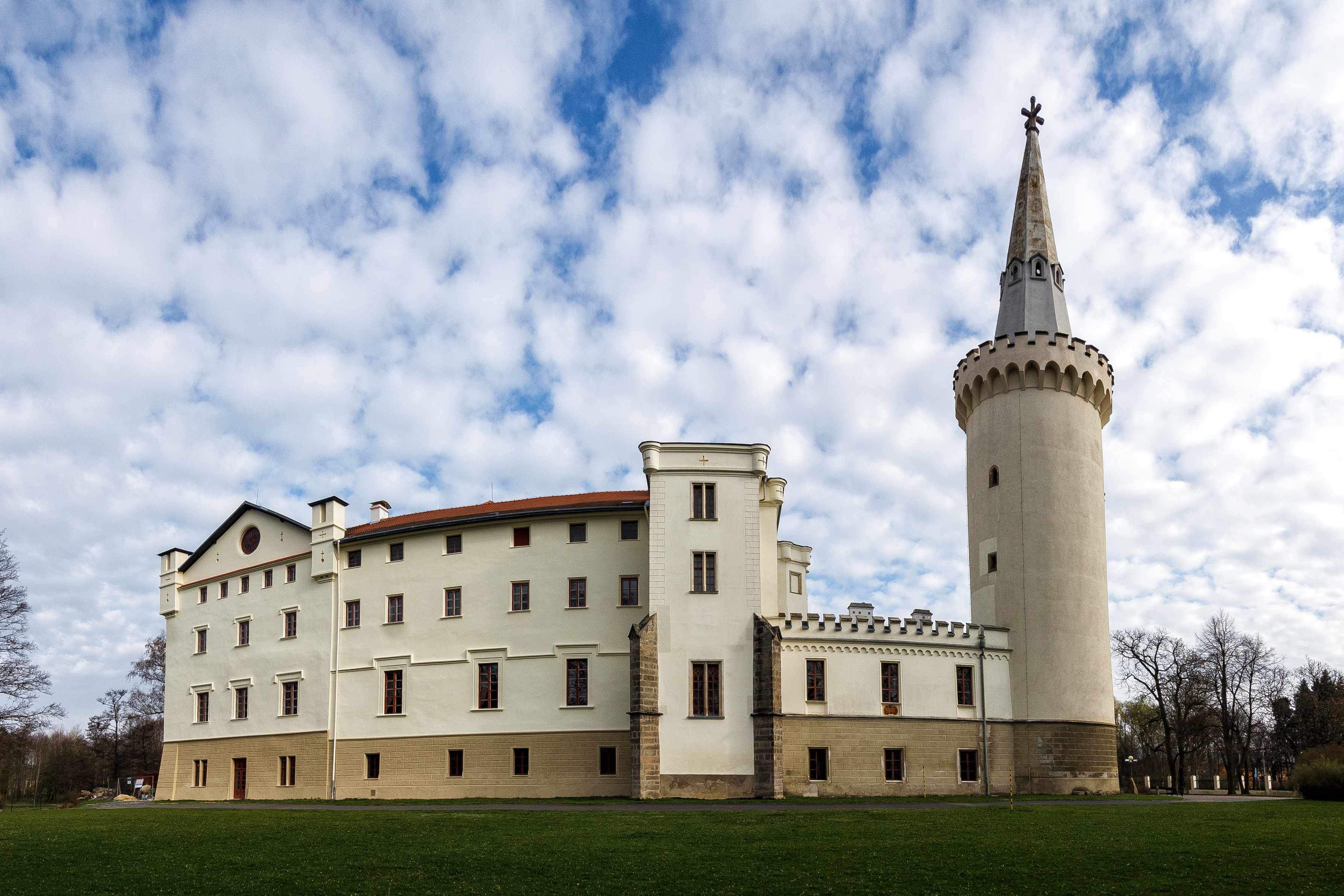
Schloss Haid

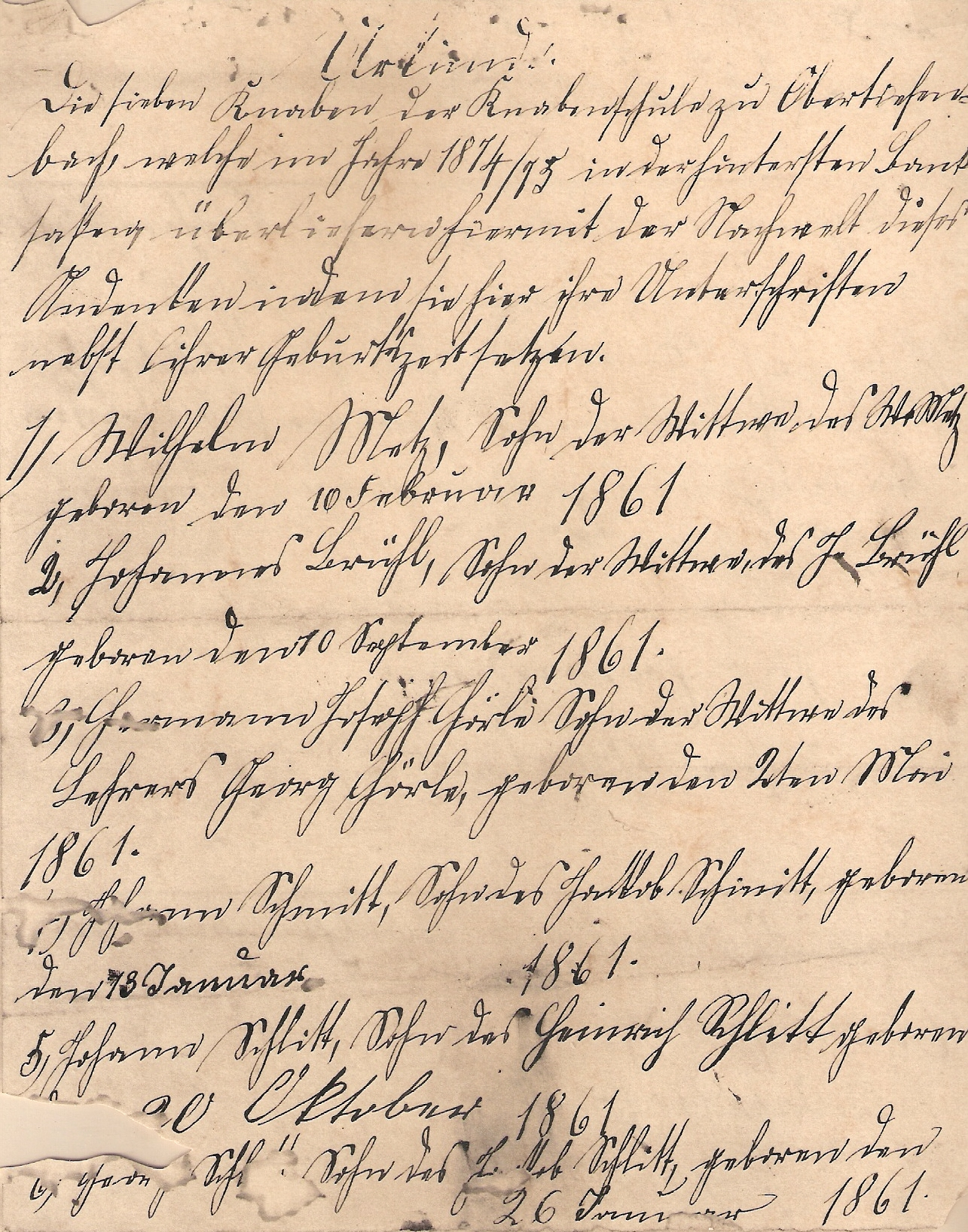
Urkunde als Bekenntnis zu Bischof Blum der „Sieben Knaben zu Obertiefenbach“ vom 16. Juni 1874

Blum fand sich immer wieder in Kontroversen und Streitigkeiten mit dem nassauischen und später dem preußischen Staat. Höhepunkt war hier der preußisch dominierte Kulturkampf ab 1871, d. h. nach dem Sieg über Frankreich. Unter Bismarcks Führung wurden die Interessen der katholischen Kirche und des preußischen Staates als Gegensätze definiert. Für seine kritische Haltung erhielt er vom Kirchenvolk viel Sympathie und Solidarität, wie beispielsweise durch das Bekenntnis in Form einer Urkunde der „Sieben Knaben zu Obertiefenbach“ vom 16. Juni 1874. Am 13. Juni 1877 wurde er vom staatlichen Gerichtshof für kirchliche Angelegenheiten wegen angeblicher Überschreitung der Maigesetze abgesetzt. Nachdem Blum seine Abwesenheitsverpflichtungen geregelt hatte, reiste er noch in vollem Ornat und eigener Kutsche zu den Dernbacher Schwestern nach Dernbach. Nach dort mit Beratungen verbrachter Nacht wechselte er in „normale priesterliche Tracht“ und fuhr mittels Klosterkutsche nach Koblenz. Von dort floh er ins Exil nach Böhmen, wo er im Schloss Haid des katholischen Fürsten Karl zu Löwenstein Zuflucht fand. Zwischen dem Bistum Limburg und Schloss Haid kam es zu einer regen Kommunikation, und Boten reisten mit Briefen hin her. Doch erst im Dezember 1883, ein Jahr vor seinem Tod, konnte er nach Limburg zurückkehren. Gesundheitlich schwer angeschlagen und fast blind verstarb der Bischof am 30. Dezember 1884 in Limburg.
Blum gilt als eine der wichtigen Persönlichkeiten der katholischen Kirche im Kulturkampf. Er wurde im Limburger Dom beigesetzt. Sein Grabmal stammt vom Architekten Max Meckel, wobei die zentrale Komposition auf eine Darstellung des Bischofs im Triptychon des Peter Joseph Molitor im Dernbacher Mutterhaus der ADJC zurückgeht. Die gleiche fotografische Ansicht des Bischofs wurde nicht nur als Skizze zum o. g. Ölbild benutzt, sondern zierte auch später sein Totenbild.

## Stiftung
Am 11. Mai 1869 wurde die mit dem Namen des Bischofs Peter Joseph Blum verbundene kirchliche Peter-Joseph-Stiftung gegründet. Gemäß der Stiftungsverfassung ist der Zweck der Stiftung die Unterstützung armer Pfarrkirchen, Gründung von Missionsstellen, auch zu einem sonstigen kirchlichen Diözesanzweck. Sie hat ihren Sitz in Limburg und wird vom Bischöflichen Ordinariat Limburg beaufsichtigt.